# Nods, Bern
Nods är en ort och kommun i distriktet Jura bernois i kantonen Bern i Schweiz. Kommunen har 786 invånare (2023).
En majoritet (90,6 %) av invånarna är franskspråkiga (2014). En tyskspråkig minoritet på 7,8 % lever i kommunen. 9,7 % är katoliker, 60,0 % är reformert kristna och 30,5 % tillhör en annan trosinriktning eller saknar en religiös tillhörighet (2014).